# Roger Piteu

a Compétitions nationales et continentales officielles uniquement.

b Matchs officiels uniquement.
Dernière mise à jour le 24 août 2012.
Roger Piteu, né le 14 mai 1899 à Pau et mort le 26 février 1963 à Toulouse, est un joueur français de rugby à XV évoluant au poste de demi de mêlée en sélection nationale et à la Section paloise. Son père, Jean Piteu est tailleur, et sa mère Marie Clémence Cazenave, tailleuse de robes.
Roger Piteu se reconvertit comme entraîneur après sa carrière de joueur.

## Biographie

### Les débuts à Pau
Roger Piteu débute par de la gymnastique et du football au Patronage Saint-Martin, qui deviendra la JAB de Pau. Le jeune Piteu débute le rugby à XV pendant la  Première Guerre mondiale, au Stadoceste Béarnais, équipe qui joue au Champ Bourda.

### Section Paloise
Piteu rejoint néanmoins rapidement la Section Paloise, à la fin de l'année 1915. Il se fait notamment remarquer au poste de demi d'ouverture.
A la fin du conflit en 1918, Piteu débute en équipe première à la Section Paloise, où il forme avec Gilbert Pierrot un duo d'attaque réputé. Piteu s'impose comme l'un des joueurs clés, et postule alors à une sélection en Équipe de France de rugby à XV.

### Consécration en Equipe de France
Roger Piteu obtient sa première sélection en 1921 face à l'Écosse, à l'occasion du Tournoi des cinq nations 1921. Il termine deuxième de la compétition, ce qui constitue à l'époque une première pour la France. Cette année-là, il prend également part à la première victoire française dans le Tournoi à l'extérieur contre les Écossais le 22 janvier.
Piteu fait partie de l'équipe olympique française médaillée d'argent aux Jeux olympiques d'été de 1924 se tenant à Paris mais il ne dispute aucun des deux matchs de la compétition,. Après sa retraite de joueur, il entraîne le Stade toulousain dans les années 1940 et remporte le titre de Champion de France en 1947 ainsi que deux Coupes de France en 1946 et 1947.

### TOEC
Piteu quitte la Section Paloise pour rejoindre le TOEC en 1923, cinq avant le sacre des béarnais en finale du  Championnat de France de rugby à XV 1927-1928 face à l'US Quillan.

## Palmarès

### En tant que joueur
- Vice-champion olympique en 1924

### En tant qu'entraîneur
- Vainqueur du Championnat de France en 1947
- Vainqueur de la Coupe de France en 1946 et 1947

## Statistiques en équipe nationale
- 15 sélections de 1921 à 1926[1]
- 1 capitanat français en 1925
- 6 points (2 essais)[1]
- Sélections par année : 4 en 1921, 4 en 1922, 1 en 1923, 1 en 1924, 4 en 1925, 1 en 1926[1]
- Tournois des Cinq Nations disputés : 1921, 1922, 1923, 1924, 1925 et 1926[1]